# Ken Christy
Ken Christy (23 de noviembre de 1894 — 23 de noviembre de 1962) fue un actor radiofónico, cinematográfico y televisivo de nacionalidad estadounidense.

## Biografía
Su nombre completo era Robert Kenneth Christy, y nació en Greenville, Pensilvania, siendo el segundo de los tres hijos de Alice Christy y Olivier B. Christy. Según datos del censo, Christy sirvió durante la Primera Guerra Mundial.
Inició su carrera artística trabajando en la radio a principios de los años 1930. Con casi tres décadas de trayectoria radiofónica, tuvo papeles en programas de gran difusión como Little Orphan Annie, en el que interpretaba a Mr. Bonds, The Great Gildersleeve, como Jefe de Policía, o Suspense, programa para el cual hizo varias actuaciones de carácter dramático. 
Artista versátil, se adaptó a programas de carácter serio como The Fifth Horseman y Gangbusters, y a shows de humor como Amos 'n' Andy, A Day in the Life of Dennis Day, y The Alan Young Show.
Christy actuó en un total de 144 películas y programas televisivos entre 1940 y 1962, aunque en muchos de ellos no aparecía en los créditos. Su primer papel cinematográfico había llegado con Foreign Correspondent (1940), finalizando su carrera interpretativa en la serie televisiva Shannon (1962). 
Entre las principales películas en las que trabajó Christy figuran Burma Convoy (1941), Tarzan's New York Adventure (1942), Cheaper by the Dozen (1950), A Place in the Sun (1951), Abbott and Costello Go to Mars (1953), Inside Detroit (1956), y Utah Blaine (1957). De sus actuaciones televisivas pueden destacarse las que llevó a cabo en Gang Busters (1952), Meet Corliss Archer (1954), Death Valley Days (1955), I Love Lucy (1954–56), Celebrity Playhouse (1956), Dragnet (1957), Wagon Train (1958), General Electric Theater (1959), M Squad (1960), y My Three Sons (1961).
Ken Christy falleció en Hollywood, California, en 1962.